# Некрасова, Элла Георгиевна
Элла Георгиевна Некрасова (11 августа 1926 — 13 февраля 2008, Москва) — советская киноактриса. Заслуженная артистка РСФСР (1989).

## Биография
Родилась 11 августа 1926 года.
В 1952 году окончила актёрский факультет ВГИКа.
В 1952—1990 годах — актриса Театра-студии киноактёра в Москве. 
В кино снималась с начала 1950-х годов — в основном в эпизодах или небольших ролях, принимала участие в озвучивании иностранных фильмов.
Скончалась 13 февраля 2008 года в Москве, похоронена на Ершовском кладбище (Одинцовский район Московской области).

## Фильмография
- 1952 — Покорители вершин — эпизод
- 1954 — Они спустились с гор — лаборантка
- 1959 — Я вам пишу… — Лена
- 1960 — Огниво — Принцесса (дубляж роли Барбары Веланд)
- 1965 — Звонят, откройте дверь — жена Коркина
- 1965 — Мимо окон идут поезда — Раиса Васильевна
- 1965 — На завтрашней улице — Ася Платонова, жена начальника стройки
- 1966 — Айболит-66 — участница пантомимы
- 1968 — Встречи на рассвете — Таська Чирева
- 1970 — Один из нас — Матильда Гапоненко, певица в ресторане «Савой»
- 1971 — Алло, Варшава! — Маша с Севера
- 1971 — Телеграмма — экскурсовод
- 1973 — Невероятные приключения итальянцев в России — модельер
- 1973 — Новые приключения Дони и Микки — работница автозаправки
- 1973 — По собственному желанию — эпизод
- 1973 — Вечный зов (14 серия) — мама Ольги, врач
- 1974 — Скворец и Лира — работница почты
- 1977 — Катина служба — эпизод
- 1978 — Сдаётся квартира с ребёнком — Евгения Ильинична, учительница химии
- 1979 — Безответная любовь — эпизод
- 1980 — Алёша — Елена Станиславовна, секретарь директора техникума
- 1980 — Коней на переправе не меняют — официантка
- 1980 — О бедном гусаре замолвите слово — провинциальная актриса
- 1981 — Отпуск за свой счёт — мать Лены
- 1982 — Мужской почерк — эпизод
- 1982 — Не хочу быть взрослым — эпизод
- 1982 — Свидание с молодостью — Катя, секретарь Полякова
- 1983 — Подросток — Дарья Онисимовна
- 1983 — Человек на полустанке — Федосеевна
- 1985 — Салон красоты — клиентка, которой пережгли волосы
- 1988 — Аэлита, не приставай к мужчинам — работница химкомбината
- 1991 — Очаровательные пришельцы — администратор «Красных камышей»